# Andrea Occhipinti
Andrea Occhipinti (n. Roma, 12 de septiembre de 1957) es un actor y productor de cine italiano. Es el fundador y presidente de Lucky Red Distribuzione Srl, donde distribuye, produce y actúa en sus películas.

## Carrera
Debutó en series de televisión: en 1979, en un episodio de El retorno del Santo, y al año siguiente en Quaderno proibito, junto a Lea Massari y Omero Antonutti.
En 1981 da el salto al cine internacional, con un pequeño papel en Priest of Love, película británica sobre el escritor D. H. Lawrence protagonizada por Ian McKellen y con secundarios de lujo como Ava Gardner y John Gielgud.

### Cine deserie B
En 1982 Occhipinti inicia su colaboración con Lucio Fulci, director especializado en cine de serie B: participa en The New York Ripper (El destripador de Nueva York) y en 1983 tiene un papel más destacado en Conquest, producción en la línea de Conan el bárbaro protagonizada por Jorge Rivero y Conrado San Martín. También trabaja con Lamberto Bava en otro filme de terror de medios modestos: A Blade in the Dark (Cuchillos en la oscuridad), 1983). 
Hay que citar en estos años de su carrera el papel principal en la teleserie La cartuja de Parma, adaptación de la novela homónima de Stendhal dirigida por Mauro Bolognini y con varias figuras de prestigio como Gian Maria Volonté, Marthe Keller y Lucía Bosé.

### Con Bo Derek y Ana Obregón:Bolero
En 1984 Andrea Occhipinti alcanzó sus mayores cotas de popularidad, al rodar con la sex symbol Bo Derek en España la comedia erótica Bolero, dirigida por John Derek y que contó en papeles secundarios con estrellas de varios países como George Kennedy, Ana Obregón, Mirta Miller y una quinceañera Olivia d'Abo. El actor italiano interpretó a un propietario de bodegas y torero ocasional (Angel) que queda impotente por una cornada en los genitales y al que Bo consigue sanar. 
Repitió rol de galán español en la serie The Sun Also Rises (1984), adaptación de la novela Fiesta de Ernest Hemingway con un reparto internacional: Hart Bochner, Jane Seymour, Robert Carradine, Leonard Nimoy, Stéphane Audran...

### Fundación Lucky Red
En 1987 fundó la distribuidora y productora cinematográfica italiana Lucky Red Distribuzione Srl, y desde entonces ha asumido también el cargo de presidente de la empresa, lo que le convierte también en la empresa matriz de la misma.

### De Tinto Brass... a Juan Pablo II
En la década de los 80 participó en otros proyectos dispares: desde una comedia erótica de Tinto Brass (Miranda, 1985) hasta la adaptación de un texto del papa Juan Pablo II, La tienda del joyero (The Jeweller Shop, 1989), producción dirigida por Michael Anderson y protagonizada por Burt Lancaster, Ben Cross y Olivia Hussey.
En los 90 se volcó en trabajos para la televisión, hasta que en 1995 participa con Nicoletta Braschi (protagonista de La vida es bella) en una película sobre el asesinato de Pier Paolo Pasolini, Pasolini, un delitto italiano.

### Más trabajos en España
En 1996 regresó a España, para rodar bajo dirección de Pedro Olea Más allá del jardín, con Concha Velasco, Fernando Guillén y Manuel Bandera. Prosiguió su actividad en la península con la comedia de temática gay Amor de hombre (1997), con Loles León y Armando del Río, y en 1999 participó en doce episodios de la teleserie A las once en casa. En 2004 tendría un papel secundario en la oscarizada Mar adentro de Alejandro Amenábar.

### Productor
En los últimos años se ha volcado en labores de producción, solo o en colaboración, faceta que inició en 1995 y que suma ya treinta títulos. Trabajó como productor asociado en Abre los ojos (1997) de Alejandro Amenábar, y otras películas destacables son Los lunes al sol (2002) de Fernando León de Aranoa, el sonado documental Viva Zapatero! (2005) de la humorista italiana Sabrina Guzzanti y más recientemente Il divo (2008) de Paolo Sorrentino, Antichrist (2009) de Lars von Trier y El niño de la bicicleta (2011) de los hermanos Dardenne.